# ریچارد ئی. برندزن

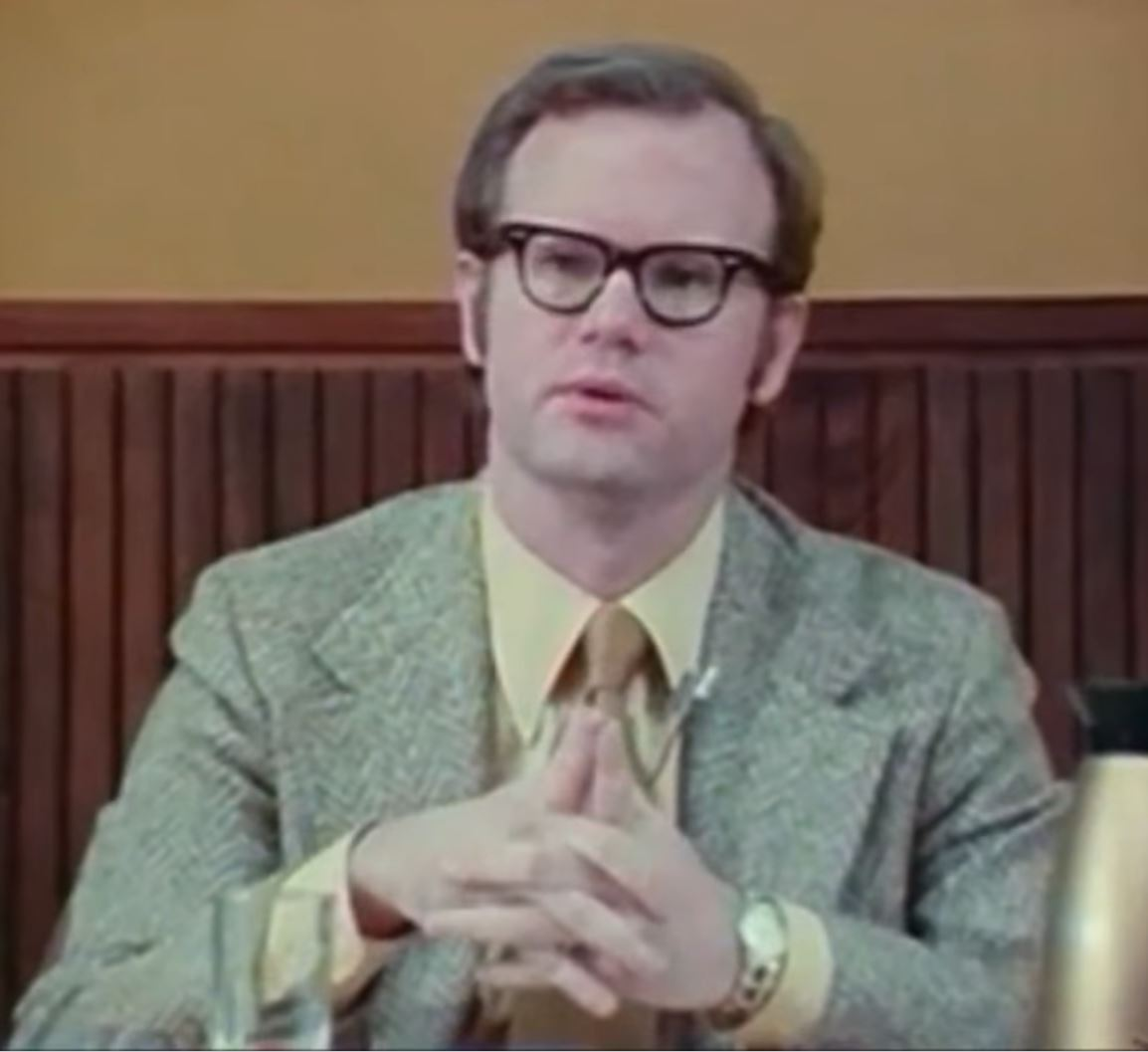
ریچارد ای برندزن

 ریچارد ای برندزن (انگلیسی: Richard E. Berendzen؛ زاده ۱۹۳۸) یک فیزیک‌دان، و ستاره‌شناس است.